# تهمينا دوراني
تهمينا دوراني (بالأردية:  تہمینہ درانی؛ مواليد 18 فبراير 1953)، مؤلفة وفنانة وناشطة باكستانية في مجال حقوق المرأة والطفل. صدم كتابها الأول، «سيدي العدائى»، الصادر عام 1991 المجتمع الباكستاني المحافظ وأثار جدلا واسعا بسبب كشفه لإساءات زوجها السياسي الشهير مصطفى خار.
كانت مدة خدمتها التي استمرت ثلاث سنوات إلى جانب عبد الستار إدهي تمثل عملية تحول وتغيير شامل في حياتها حيث كان من ثمار تلك المدة قيامها بتأليف ورواية سيرته الذاتية «مرآة للمكفوفين» في عام 1996. حفزها تأثير إدهي ودفعها إلى الانخراط بالعمل الاجتماعى مما ألهمها لتأسيس «مؤسسة تهمينا دوراني» المعنية بتعزيز أسلوب ومنظور إدهى في «الإنسانية»، ورؤيته لباكستان كدولة مزدهرة اجتماعيا.
تزوجت تهمينا من السياسي شهباز شريف عام 2018.

## حياتها الشخصية
تهمينا دوراني، ولدت ونشأت في كراتشي بباكستان، وهي ابنة شاهكور أولاه دوراني، حاكم سابق للبنك الباكستاني المركزي والمدير الإداري للخطوط الجوية الباكستانية الدولية وجدها كان الرائد محمد زمان دوراني. والدة تهمينا، سامينا دوراني، هي ابنة نواب سير لياقات حياة خان، رئيس وزراء ولاية باتيالا الأميرية السابقة. السير سيكندر حياة خان، شقيق السير لياقات حياة خان، كان زعيما ورئيسا للوزراء في البنجاب قبل عام 1947.
في عمر السابعة عشرة، تزوجت دورانى من أنيس خان وأنجبت منه ابنة واحدة ولكن في عام 1976 تطلقا. تزوجت دوراني فيما بعد من مصطفى خار، رئيس وزراء سابق وحاكم البنجاب. كان خار قد تزوج خمس مرات  وحظى مع دوراني بأربعة أطفال، ولكن انتهى زواجهما الذي دام أربعة عشر عامًا بالطلاق بعد تعرضها لسوء المعاملة والإساءة من قبل خار لعدة سنوات.
في عام 1991، كتبت دوراني سيرة ذاتية بعنوان «سيدى العدائى» تزعم فيها إساءة معاملة زوجها مصطفى خار وقالت في الكتاب إن القوة الحقيقية للرجال أصحاب السلطة والهيمنة العدائية، مثل خار، مستمدة من النسخة المشوهة للإسلام والتي يدعمها صمت المرأة والمجتمع ككل. وكرد فعل على كتابها الذي كشف إساءة زوجها، تبرأت عائلتها من كلا الجانبين من دورانى وأطفالها الخمسة لمدة ثلاثة عشر عامًا.
في السنوات التي تلت طلاقها من زوجها الثاني، خار، كان إضرابها عن الطعام في عام 1993 ضد فساد الحكومة من الأحداث البارزة في حياة دورانى، وظهر مصطلح «المساءلة» الذي تمت صياغته حديثًا. بعد سبعة أيام تم إدخالها إلى المستشفى، وكان ذلك عندما زارها رئيس وزراء باكستان معين قريشي لحثها على التوقف عن الإضراب عن الطعام، وبالفعل أنهت دورانى إضرابها بعد تلك الزيارة.